# Namie
Namie (Japans: 浪江町, Namie-machi) is een Japanse gemeente, gelegen in het district Futaba (prefectuur Fukushima). De gemeente heeft een oppervlakte van 223 km² en had in 2010 een bevolking van 20.905. Door de kernramp van Fukushima op 11 maart 2011 moest de gemeente ontruimd worden omdat de ganse gemeente binnen de evacuatiezone van 20 km rond de centrale lag. Bovendien sloeg bij een zware regenbui op 15 maart de radioactieve gifwolk neer op de dorpen ten noordwesten van de kerncentrale, waaronder Namie. Sindsdien mag het grootste deel van het grondgebied terug bewoond worden en in 2020 telde de gemeente 1.239 inwoners.

## Geografie
De gemeente grenst in het oosten aan de Grote Oceaan terwijl het westelijk deel in het Abukumagebergte ligt. De rivieren Ukedo en Takase stromen door de gemeente en stromen er samen enkele kilometers voor de monding in de oceaan. De gemeente wordt doorkruist door de nationale wegen 6, 114, 259 en 359 en door de Joban-snelweg.
Namie grenst aan volgende gemeenten:
- Futaba
- Okuma
- Tamura
- Katsurao
- Nihonmatsu
- Kawamata
- Iitate
- Minamisoma